# Карпенко Віктор Олександрович (футболіст)
Віктор Олександрович Карпенко (нар. 7 вересня 1977, Ташкент, Узбецька РСР) — узбецький футболіст українського походження, півзахисник.

## Клубна кар'єра
Розпочав свою професіональну кар'єру в клубі «Бухара» в 1997 році. У 1999 році грав за зарафшанской «Кизилкум». У 2000 році перебрався в Росію, де грав за ярославльський «Шинник». У 2002 році, напередодні початку сезону «Шинник», відчуваючи надлишок півзахисників, віддав Віктора в оренду читинському «Локомотиву», який на той час грав у першому дивізіоні. Там відзнчився 14-а голами. Успішна гра атаквального хавбека не вислизнула від уваги Олександра Побегалова, і в грудні головний тренер ярославльців повернув його в команду. Вже в контрольних матчах став найкращим бомбардиром. І це при тому, що фактично дебютував у передній лінії, оскільки грав завжди трохи позаду. У 2005 році перейшов у Казахстан, де грав за алматинский «Кайрат». З 2007 по 2012 рік грав за ташкентський «Буньодкор».
26 січня 2013 року Карпенко підписав контракт з ташкентським «Локомотивом». У серпні 2015 року повернувся в «Буньодкор».

## Кар'єра в збірній
У національній збірній Узбекистану Карпенко дебютував 2 квітня 2003 року в нічийному (2:2) товариському матчі проти Білорусі. З 2003 року зіграв 61 матч у національній команді, в яких відзначився 4-а голами, в тому числі провів по 7 матчів в кваліфікаційних турнірах чемпіонату світу 2006 та 2010 років. У 2007 році Рауф Інилеєв викликав Віктора для участі на Кубку Азії 2007 року. На цьому турнірі зіграв 3 матчі: з Малайзією (5:0), з Китаєм (3:0) та чвертьфінальний проти Саудівської Аравії (1:2). Востаннє у складі збірної Узбекистану виходив на футбольне поле 29 травня 2014 року в товариському матчі проти Оману.

## Кар'єра тренера
По завершенні кар'єри футболіста приєднався до тренерського штабу «Буньодкора».

## Досягнення

### Клубні
«Буньодкор»
- Суперліга Узбекистана
  -  Чемпіон (4): 2008, 2009, 2010, 2011

- Кубок Узбекистану
  -  Володар (3): 2008, 2010, 2012

- Ліга чемпіонів АФК
  - 1/2 фіналу (2): 2008, 2012

«Локомотив»
- Кубок Узбекистану
  -  Володар (1): 2014
  -  Фіналіст (1): 2013